# سیارک ۱۲۵۸۳
سیارک ۱۲۵۸۳ (به انگلیسی: 12583 Buckjean، نامگذاری:1999RC35) دوازده هزار و پانصد و هشتاد و سومین سیارک کشف شده‌است که در ۱۱ سپتامبر ۱۹۹۹ کشف شد.
قدر مطلق سیارک برابر ۱۲٫۳۰ است.